# Syllis brevicirris
Syllis brevicirris är en ringmaskart som beskrevs av Hansen 1882. Syllis brevicirris ingår i släktet Syllis och familjen Syllidae. Inga underarter finns listade i Catalogue of Life.